# Édouard Tièche
Édouard Tièche (* 21. März 1877 in Bern; † 23. Mai 1962 ebenda) war ein Schweizer klassischer Philologe, der als Gymnasiallehrer (1907–1932) und Universitätsprofessor (1932–1943) in Bern wirkte.

## Leben
Édouard Tièche, dessen Bürgerort Reconvilier war, wuchs in Bern auf und sprach fliessend Deutsch, Englisch und Französisch. Er begann 1897 sein Studium der Klassischen Philologie, unterbrach es jedoch 1899 und ging als Hauslehrer des Grossfürsten nach Russland. Nach sechs Jahren kehrte er an die Universität Bern zurück und schloss dort sein Studium ab. Bei Karl Praechter wurde er 1907 mit einer Dissertation über die frühe Textgestalt der Septuaginta promoviert, die 1910 in der Byzantinischen Zeitschrift erschien.
Nach dem Studium arbeitete Tièche als Lehrer an der Literarschule des Städtischen Gymnasiums zu Bern. Mit dem ehemaligen Rektor Georg Finsler war er eng befreundet. Neben dem Unterricht trat Tièche auch durch publizistische Beiträge zur Bildungspolitik und Wissenschaft hervor. 1926 wurde er zum Rektor des Gymnasiums ernannt.
Sein Ruf als Lehrer und Wissenschaftler brachte ihm den Ruf auf einen Lehrstuhl an der Universität Bern ein, obwohl er nicht habilitiert war. Tièche wurde am 31. Oktober 1931 zum Ordinarius für Klassische Philologie mit besonderer Berücksichtigung des Griechischen ernannt, als Nachfolger von Otto Schulthess, zu dem er einen Nachruf und ein Schriftenverzeichnis verfasste (Verzeichnis der von Otto Schulthess (1862-1939) veröffentlichten Schriften: Zusammengestellt von E. Tièche, Bern 1941). Seine Antrittsvorlesung hielt er über den Tragödiendichter Thespis. 1943 trat Tièche im Alter von 65 Jahren von seinem Lehrstuhl zurück und wurde emeritiert. Er hielt noch gelegentlich Vorlesungen an der Universität, aber hauptsächlich beschäftigte er sich mit seiner Forschungsarbeit. Neben zahlreichen Aufsätzen über verschiedene Themen des Altertums veröffentlichte Tièche 1956 die Briefe Georg Finslers an den Berliner Gräzisten Ulrich von Wilamowitz-Moellendorff (Bern 1956), die einen aufschlussreichen Einblick in den Wissenschaftsdiskurs des frühen 20. Jahrhunderts bieten.